# Stephan Tobolt
Stephan Tobolt (* 1954) ist ein deutscher Schriftstellerarzt.
Tobolt promovierte 1987 an der Humboldt-Universität zu Berlin zusammen mit Johannes Pastrik mit einer Analyse der Fähigkeiten und Fertigkeiten von Ärzten in Weiterbildung auf dem Gebiet der ersten ärztlichen Hilfe unter Berücksichtigung des Massenanfalls Geschädigter. Er arbeitet als Psychiater und Neurologe.
Von 2004 bis 2011 gab Tobolt den Almanach deutschsprachiger Schriftstellerärzte heraus. Er veröffentlichte zudem Kinder- und Jugendliteratur im Selbstverlag (unter anderem im Scheunen-Verlag).

## Werke
- Nett verrückt – Dollinger. Neckenmarkt: Novum-Verlag, 2008
- Weihnachten in Gefahr. Hamburg: Holzheimer, 2008.
- Der Rotterich oder Anna und die Höhle des Schreckens. Kückenshagen: Scheunen-Verlag, 2004.
- Die besetzte Burg. Kückenshagen: Scheunen-Verlag, 2002.
- Der Rotterich oder Annas 1. Fall. Kückenshagen: Scheunen-Verlag, 2000.
- Der Rotterich oder ein neuer Fall für Anna. Kückenshagen: Scheunen-Verlag, 2000.